# Лао Ше
Ла́о Ше (кит.: 老舍, Lǎo Shě; 3 лютого 1899, Пекін — 24 серпня 1966), справжнє ім'я Шу Шеюй, друге ім'я Шу Цінчунь (кит.: 舒慶春, Shū Qìngchūn) — китайський письменник.

## Життєпис
Народився у Пекіні, в маньчжурської сім'ї. Його батько, солдат, був убитий під час Іхетуаньського (Боксерського) повстання 1899—1901 рр. Мати працювала пралею, щоб забезпечувати сім'ю та оплатити навчання сина.
У 1918 р. Лао Ше закінчив учительську семінарію. У 1924—1929 рр. він викладав китайську мову в Лондонському університеті. У Великій Британії Лао Ше написав свої перші соціальні романи «Філософія шановного Чжана» (1926 р.), «Чжао Цзиюе» (1927 р.), «Двоє Ма» (1928 р.), в яких відображений розвиток капіталістичних відносин у феодальному Китаї.
Після повернення до батьківщини в 1930 р., Лао Ше працював викладачем китайської мови в університетах та продовжив свою літературну діяльність. В 1933 р. він створив сатирико-фантастичний роман «Нотатки про котяче місто». В романах «Розлучення» (1933 р.), «Верблюд Сян-цзи» (1935 р., у перекладі відомий як «Рикша») та інших творах Лао Ше описав долю «маленької людини».
Під час японської окупації (1937—1945 рр.) Лао Ше був головою «Всекитайської асоціації робітників літератури та мистецтва по відсічу ворогу». В романі «Спалення» (1940 р.), у п'єсах «Клоччя туману» (1940 р.), «Інтереси держави понад усе» (1943 р.) та ін. він осуджав зрадників батьківщини, виспівав мужність народу та дружбу проміж людьми різних національностей.
У 1946—1949 рр. Лао Ше мешкав у США, де працював над трилогією «Чотири покоління під єдиним дахом» (про японську окупацію Китаю). Після проголошення Китайської Народної Республіки він повернувся на батьківщину.
В КНР Лао Ше займав деякі адміністративні посади (став віце-президентом Союзу письменників Китаю, депутатом Всекитайського збору народних представників та ін.). Був оголошений «народним художником» та «великим майстром слова». Написав декілька ідеологічних драматичних творів та історичну драму «Кулак в ім'я справедливості» (1961 р., про Іхетуаньське повстання).
Під час «Великої культурної революції» Лао Ше, як і багато інших письменників, був підданий критиці та переслідуванню. Внаслідок цього, 24 жовтня 1966 р. він був убитий чи наклав на себе руки.

## Творчість

### Серп місяця
Новела «Серп місяця» (月芽儿, Yuè Yár) Лао Ше написана у ранні роки творчості письменника, є одним з його найвідоміших творів. Новела втілює поєднання креативності літератури та відгуків суспільства. Автор проводить паралелі з верблюдом Сянцзи («Рікша», 骆驼祥子, Luòtuo Xiángzi) ніби змальовуючи його жіночий прототип.
Головна героїня хоче мати гарне життя та свободу, але вона страждає від можливості покладатись лише на свої сили і, зрештою, її руйнує тиск суспільства, у якому вона живе. Здобувши шкільну освіту, вона має певні шанси на досягнення успіху, але той факт, що вона походить з бідної сім'ї і вони з матір'ю щойно втратили годувальника, значно загострює її ситуацію.
Ця історія, яка описує життя героїні з семирічного віку, розказана самою дівчиною. Такою унікальною технікою Лао Ше підкреслює саме жіночу точку зору, описує теплоту у стосунках між матір'ю і дочкою і деградацію цього відчуття під впливом бідності. Втративши батька у дитячому віці, вона ще не розуміє, які серйозні наслідки це матиме для її майбутнього, але відчуває біль і страждання матері. Вона швидко дорослішає, бо життя дуже скоро приводить її до кола тих, хто мусить продавати речі, щоб здобути шматок хліба. Здавалось, що ситуація не може погіршитись. Але продавши усі речі, мати все одно не могла забезпечити сім'ю, працюючи прачкою. Тому у неї не залишалось вибору — їй потрібно було знайти чоловіка. Одружившись вдруге, вона, здавалось, знайшла вихід із ситуації. Життя починало налагоджуватись, але раптом її чоловік зник. Мати розуміла, що іншого виходу не було, їй потрібно було забезпечити дочку освітою. Замість того, щоб сумувати, вона почала прикрашати себе квітами і продовжувала бути у гарному настрої, що дивувало дочку. Але згодом вона зрозуміла, яким чином мати заробляє гроші. Відчувши відразу до власної матері, у серці дівчинки почала зароджуватись ненависть, але вона знала, що іншого виходу у матері не було.
Йшов час, і їхня сім'я стикнулась із новими проблемами. Старіюча матір не могла приваблювати клієнтів. Це означало, що їй слід одружитись і полишити свою дорослу дочку. Але вона, хоч і по-своєму, любила дочку, тому спочатку запропонувала дочці стати до її ремесла, бо тільки так вони змогли б залишитись разом. Дівчинка розуміла, що ці слова є сказаними у відчаї, і тому майже не здивувалась. Таким чином Лао Ше спрямовує гнів читача вже не на матір, а на суспільство, яке підштовхує її на такий вчинок.
Оцінивши ситуацію, героїня покидає свій дім і, за допомогою директорки, знаходить собі житло, в той час як її матір одружується. Вперше у цьому житті вони були розділеними. Але вона більше не ненавиділа матір, адже розуміла істинні причини її вчинків. Вона тяжко працює у школі, щоб довести, що гідна свого шматка хліба. Але з приходом нового директора вона мусить піти. Будучи самотньою і безробітною, вона згадує про матір. Намагаючись знайти роботу, героїня приходить до висновку, у неї лише один вихід. Цим самим Лао Ше вкотре наголошує, що освіта в 20-30-ті роки XX століття не могла дати свободу жінці.
Завітавши до будинку нового директора, вона зустрічає молодого чоловіка, який обіцяє їй допомогти. Він забезпечує дівчину житлом, їжею та одягом. Дуже скоро вона розуміє, що така допомога надходить не від директорки, а від самого молодика через її гарну вроду. Одного разу до її помешкання приходить директорка і благає її залишити чужого чоловіка. Досягнувши лише статусу жінки, яку утримує чоловік, вона порівнює себе з матір'ю. Героїня покидає це заняття і знову намагається знайти роботу. Цього разу вона знаходить роботу другої офіціантки у маленькому ресторанчику. Дізнавшись, що вона повинна фліртувати з клієнтами, вона кидає цю роботу. Не знайшовши іншої роботи, вона знімає кімнату там, де колись жила разом з матір'ю, і йде материним шляхом.

Лао Ше робить акцент на грошах як надзвичайно важливому аспекті людських відносин і найбільш нищівній силі, яка руйнує етичні цінності суспільства. Наприкінці новели мати героїні повертається до дочки, і в їхній зустрічі криється сутність філософії Лао Ше, побудованій на грошах, бідності та людських відносинах: 
"Незабаром я побачила очі, вони дивились на мене крізь маленьке віконце в дверях… Я не витримала, тихенько відхилила двері. Мама! Я не пам'ятаю, як ми зайшли до кімнати і скільки проплакали…Вона шукала мене понад два тижні. Нарешті вона вирішила зазирнути сюди, без всякої надії, що я тут. Вона не впізнала мене і, певно, пішла б, якби я не гукнула її. Я перестала плакати і раптом зареготала, як божевільна: вона знайшла свою дочку… Колись, щоб прогодувати мене, вона мусила продаватись; зараз наші ролі помінялись. Материн фах успадкувала її дочка. Я сподівалась, що мама трохи розрадить мене…Вона насамперед дала лад моїм речам, розпитала про мої прибутки та витрати, наче в моїй професії не було нічого особливого…"Ми завжди житимемо так?" — запитала я. Вона нічого не відповіла. Вона, безперечно, жаліла мене, хотіла підтримати… Серцем я добре розуміла, хоча й була трохи невдоволена нею,— ніякої іншої роботи не знайдеш. Нам треба було їсти, вдягатись — від цього залежало все. Яке має значення — мати, дочка, честь… Гроші бездушні."
Лао Ше показує, що гроші можуть як збудувати щасливе майбутнє, так і занапастити життя. Але, у будь-якому випадку, вони мають свої руйнівні важелі впливу у китайському суспільстві.
Лао Ше песимістично розкриває соціальну систему, яка розвалюється. Він доводить, що така система не має майбутнього. Він вказує на необхідність радикальних змін, хоча й з сумнівом ставиться до насильницької революції, запропонованої радикалами-романтиками.